# アントン・シュターミッツ
アントン・シュターミッツ（Johann Anton Stamitz, 1754年11月 マンハイム - 没年不明）は、チェコ系ドイツ人作曲家・ヴァイオリニスト。
兄カールとともに、父ヨハンから音楽教育を受ける。父親が早世してからは、兄弟はクリスティアン・カンナビヒにさらに指導を受ける。シュターミッツ兄弟は若くして、マンハイム宮廷楽団においてヴァイオリニストとして頭角をあらわす。1770年、兄カールとともにパリを訪れるがアントンは同地に居を構え、1782年から1789年までヴェルサイユ宮殿において演奏し、フランス王室演奏家の称号を獲得した。ヴァイオリンの門人にロドルフ・クロイツェルがいる。1798年以降は消息不明であるが、おそらくは1798年から1809年までに、パリに没したものと思われる。

## 主要作品
- 12の交響曲
- 3つの協奏交響曲
- 4つのピアノ協奏曲
- 20のヴァイオリン協奏曲
- 50の弦楽四重奏曲
- 数多くの三重奏曲と二重奏曲